# 오리엔탈정공
오리엔탈정공(Oriental Precision & Engineering)은 선박용 기계장비 및 상부구조물을 제작하는 기업이다. 선박용 상부구조물로는 Deck House, Funnel Engine Room Casing이 있고 선박용 기계장비로는 Crane, Deck Machinery, Davit류 등이 있다. 특히 선박크레인 분야에서는 국내 시장 점유율 70%를 차지하고 있다.
LNG(액화천연가스)가 대체 에너지로서 수요가 급증하여 LNG선 및 해저 유전 및 가스전 개발에 사용되는 해양플랜트 제품을 신사업동력으로 전망하고 있다.
매출구성은 조선해양구조물 64%, 조선해양기계 29%, 기타 7% 등으로 이루어진다.
이름이 비슷한 오리엔트정공과 별개 회사이다.